# Koninklijk Nederlands Instituut voor Onderzoek der Zee
Das 1876 gegründete Koninklijk Nederlands Instituut voor Zeeonderzoek (NIOZ) (englisch Royal Netherlands Institute for Sea Research, dt. Königlich Niederländisches Institut für Meeresforschung) ist ein unabhängiges Forschungsinstitut in den Niederlanden, das eng mit der Niederländischen Organisation für Wissenschaftliche Forschung (NOW) zusammenarbeitet. Das NIOZ zählt zu den ältesten ozeanografischen Instituten weltweit. Sein Hauptquartier ist in ’t Horntje auf der Insel Texel.

## Satzungsgemäße Aufgabenstellung
Die gestellte Aufgabe ist die multidisziplinäre Meeresforschung in Küsten- und Festlandssockelgebieten der Meere und ebenso der Tiefseeregionen durch enge Zusammenarbeit zwischen Physikern, Chemikern, Geo- und Biologen. Soweit das möglich ist, wird politik- und bevölkerungsbezogen geforscht.

## Strukturen, Mitarbeiter und Nachwuchsförderung

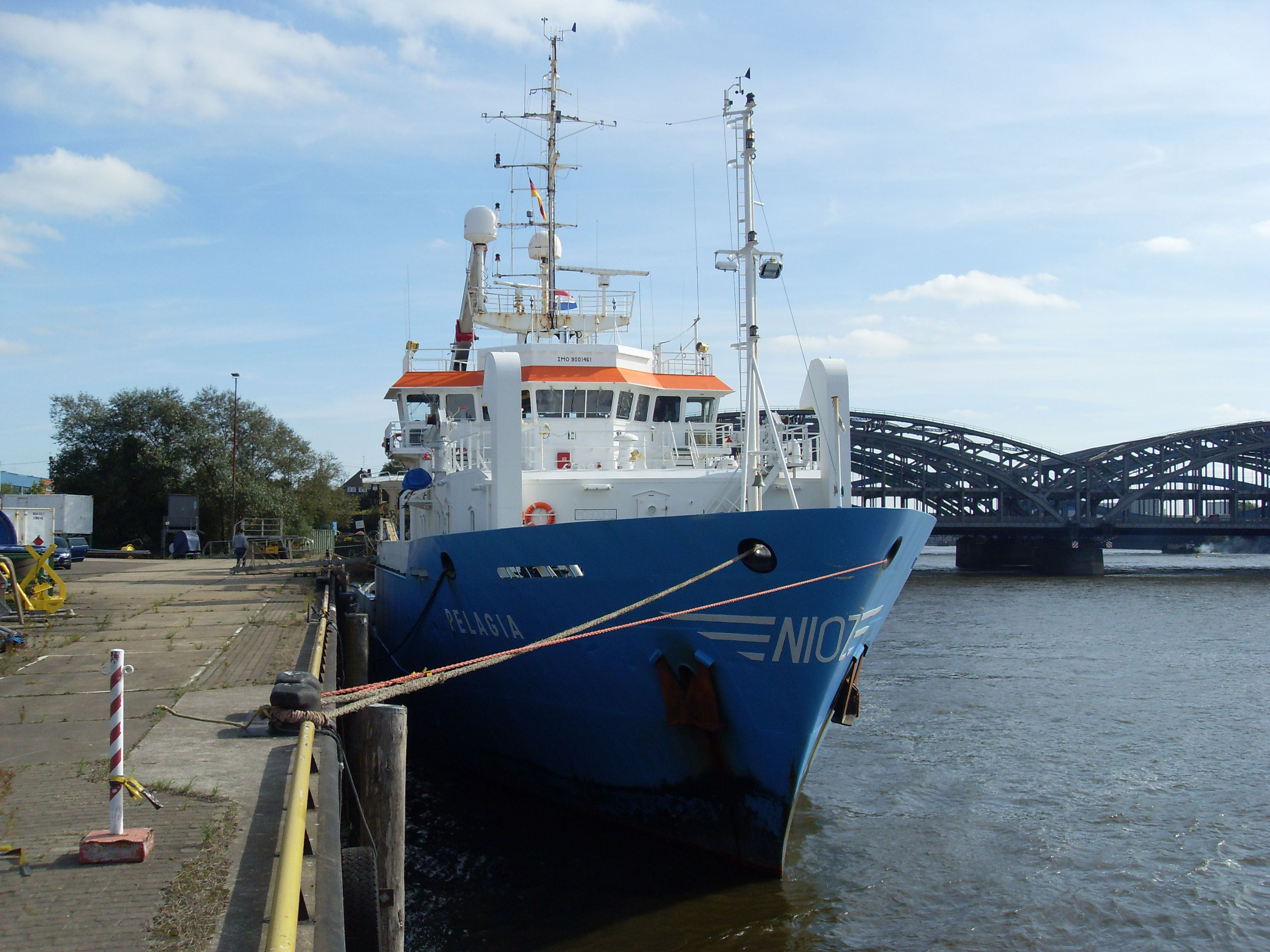
Das 1991 erbaute 66 Meter lange Forschungsschiff RV Pelagia am Kai des Bundesamtes für Seeschifffahrt und Hydrographie in Hamburg (2009)

Gegenwärtig beschäftigt das NIOZ 250 Mitarbeiter, davon 165 in festen, unbefristeten Arbeitsplätzen. Es unterhält enge Kontakte zu den universitären Forschungsstellen und zu anderen Meeresforschungsinstituten weltweit. Besonders eng geschieht das mit vier Instituten des deutschen Bundeslandes Bremen vermittels der gemeinsamen Organisation NEBROC (Netherlands Bremen Oceanography). Hier trägt es durch Praktika und Projektstellen zur Ausbildung von jungen Forschern bei. Entsprechende Fachgebiete sind: physikalische und chemische Ozeanografie, Meeresgeologie, Biologie, Toxikologie und die Biogeochemie.
Zur Aufgabenerfüllung unterhält das NIOZ Laboratorien, größere Experimentaleinrichtungen und drei Forschungsschiffe (RV Pelagia, RV Navicula und RV Stern) für Projekterkundungen vor Ort. Es gibt darüber hinaus eigene technische Werkstätten, welche neue Ausrüstungsinstrumente nötigenfalls selber entwickeln und bauen. Das Verlagsbüro zur Herausgabe des hauseigenen "Journal of Sea Research" (ISSN 1385-1101) und das Hauptquartier der Land-Ocean Interactions in the Coastal Zone (LOICZ) gehören ebenfalls zum Institut.

## Hauptforschungsbereiche
Zwei Hauptthemen dominieren die Forschungsprojekte des Instituts:
1. Natürliche und menschengemachte Faktoren von Klimaveränderungen
2. Meeres-Ökologie und Nachhaltigkeit

Das Hauptaugenmerk dabei liegt auf Prozessen und Mechanismen, die den ökologischen und Klimawandel bestimmen. Die Ergebnisse der Forschung dienen der Regierungs- und Politikberatung im Hinblick auf Auswirkungen des Klimawandels auf die Gesellschaft und auf die nachhaltige Nutzung der Ozeane und Fischgründe.